# اتحادیه فوتبال کویت
اتحادیه فوتبال کویت نهاد اداره‌کنندهٔ فوتبال در کویت است. این نهاد در سال ۱۹۵۲ پایه‌گذاری شده و اکنون عضو کنفدراسیون فوتبال آسیا است. در حال حاضر، ریاست این نهاد بر عهدهٔ ساهو ال ساهو ال شاماری می‌باشد.

## تعلیق
در سال ۱۳۹۴ (۲۰۱۵) اتحادیه فوتبال کویت به دلیل دخالت دولت کویت در اداره اتحادیه دچار تعلیق شده و از حضور در مسابقات جام ملت‌های آسیا ۲۰۱۹ و انتخابی جام جهانی فوتبال ۲۰۱۸ محروم شد. همچنین باشگاه‌های کویت هم به دنبال این تعلیق از حضور در لیگ قهرمانان آسیا محروم شدند. این بحران به دنبال دخالت دولت کویت در عزل و نصب افراد اتحادیه و عدم تطابق اساسنامه این اتحادیه با اساسنامه بین‌المللی مورد قبول فیفا و همچنین دخالت در امور کمیته المپیک کویت رخ داد. روند دخالت‌های دولت کویت منجر به این موضوع شد که ورزشکاران کویت حتی در مسابقات المپیک ریو نیز امکان شرکت پیدا نکردند.
دولت کویت پس شروع این ماجرا در سال ۲۰۱۶ شورایی جهت اداره موقت (۶ ماهه اتحادیه فوتبال) و مذاکره با مقام‌های فیفا تشکیل داد که بی‌نتیجه ماند. در نهایت پس از تصویب قانون ورزشی جدید توسط کویت، در تاریخ ۶ دسامبر ۲۰۱۷ تعلیق اتحادیه فوتبال این کشور لغو شد.